# Алтинтобе
Алтинтобе́ (каз. Алтынтөбе) — село у складі Казигуртського району Туркестанської області Казахстану. Адміністративний центр Алтинтобинського сільського округу.
Населення — 1264 особи (2021; 1194 у 2009, 937 у 1999, 836 у 1989).